# Macrochiron fucicolum
Macrochiron fucicolum är en kräftdjursart som beskrevs av Brady 1872. Macrochiron fucicolum ingår i släktet Macrochiron och familjen Macrochironidae. Arten har ej påträffats i Sverige. Inga underarter finns listade i Catalogue of Life.